# Auguste Mourcou
Auguste Mourcou, né à Lille le 28 mars 1823 et mort le 7 avril 1911 dans la même ville, est un architecte français.

## Biographie

### Famille et vie personnelle
Fils de Jean-Baptiste Augustin Joseph Mourcou et de Sophie Grandel, il est l'arrière-petit-fils du député Jean-Baptiste Wartel. Son père, né le 25 juillet 1777, est en effet le fils d'Amélie Thérèse Joseph Wartel, elle-même fille de Jean-Baptiste Wartel.
Le 28 décembre 1848 à Wazemmes, il épouse Alexandrine Louise Mire. Charles Benvignat est témoin au mariage. Alexandrine meurt le 18 décembre 1889 à leur domicile, 103 rue Manuel à Lille.

### Carrière
Formé aux écoles académiques de Lille, membre de la société des sciences, de l'agriculture et des arts de Lille, Auguste Mourcou a réalisé de nombreux projets, notamment hospitaliers, dans le Nord de la France.
Auguste Mourcou est médaillé en 1843 du cours d’architecture des écoles académiques de Lille dirigé par Charles César Benvignat. Il travaille avec lui durant neuf ans, notamment pour l’église Saint-Martin d'Esquermes.
Agréé architecte des communes et du département du Nord, il est nommé architecte des hospices civils de Lille. Il réalise en collaboration avec Charles Alexandre Marteau l’hôpital psychiatrique de Bailleul. Il est ensuite avec Henri Contamine l'architecte de l'hôpital de la Charité, boulevard Montebello et de celui des Vieux Ménages rue François-Baes.
À côté des œuvres hospitalières, il reçoit les commandes du Palais Rameau (avec Henri Contamine) et du collège Saint-Joseph. Il est aussi l'auteur d'hôtels particuliers : Verstraete à Lomme, Decoster-Droulers à Saint-Maurice Pellevoisin et Boutry-Doulens à Fives.
Il est membre fondateur de la société des architectes du Nord en 1868, initiative impulsée par  Émile Vandenbergh et lui-même.
En 1882, la Société lui décerne une médaille de vermeil pour services rendus
Il a rédigé la notice nécrologique de son ami (depuis leurs études communes chez Charles Benvignat) et collègue Désiré Sauvage qui est mort en étant président de la société des architectes du Nord.

## Réalisations
- 1845 : l'église Saint-Martin d'Esquermes[4],
- 1860 : la maison de santé et l'hôpital de la Providence de Bailleul (détruit durant la Première Guerre mondiale)[5]
- 1866-1873 : l'hôpital Sainte-Eugénie de Lille (hôpital de la Charité, aujourd'hui lycée international Montebello)[6],
- 1869 : château Decoster-Droulers, maison de retraite de Buissonnets[7],
- 1874-1876 : le collège Saint-Joseph de Lille (aujourd'hui centre scolaire Saint-Paul)[8] et la chapelle Saint-Joseph (détruite en 2021),
- 1877 : l'hospice des Vieux-Ménages (hospice François Baës, aujourd'hui maison de retraite Daudet) à Lille[9],
- 1876-1879 : le Palais Rameau à Lille[10].

## Galerie Photos

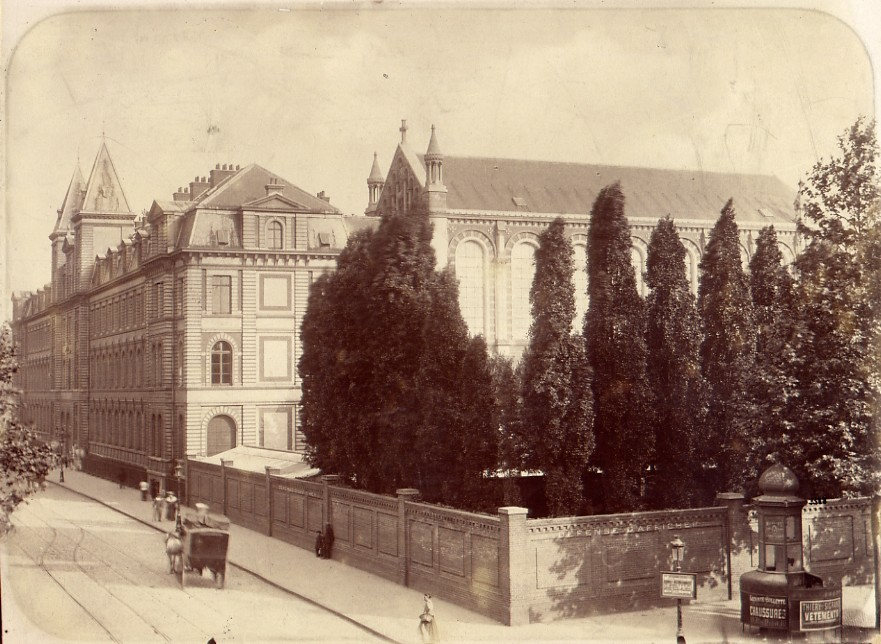
Collège Saint-Joseph
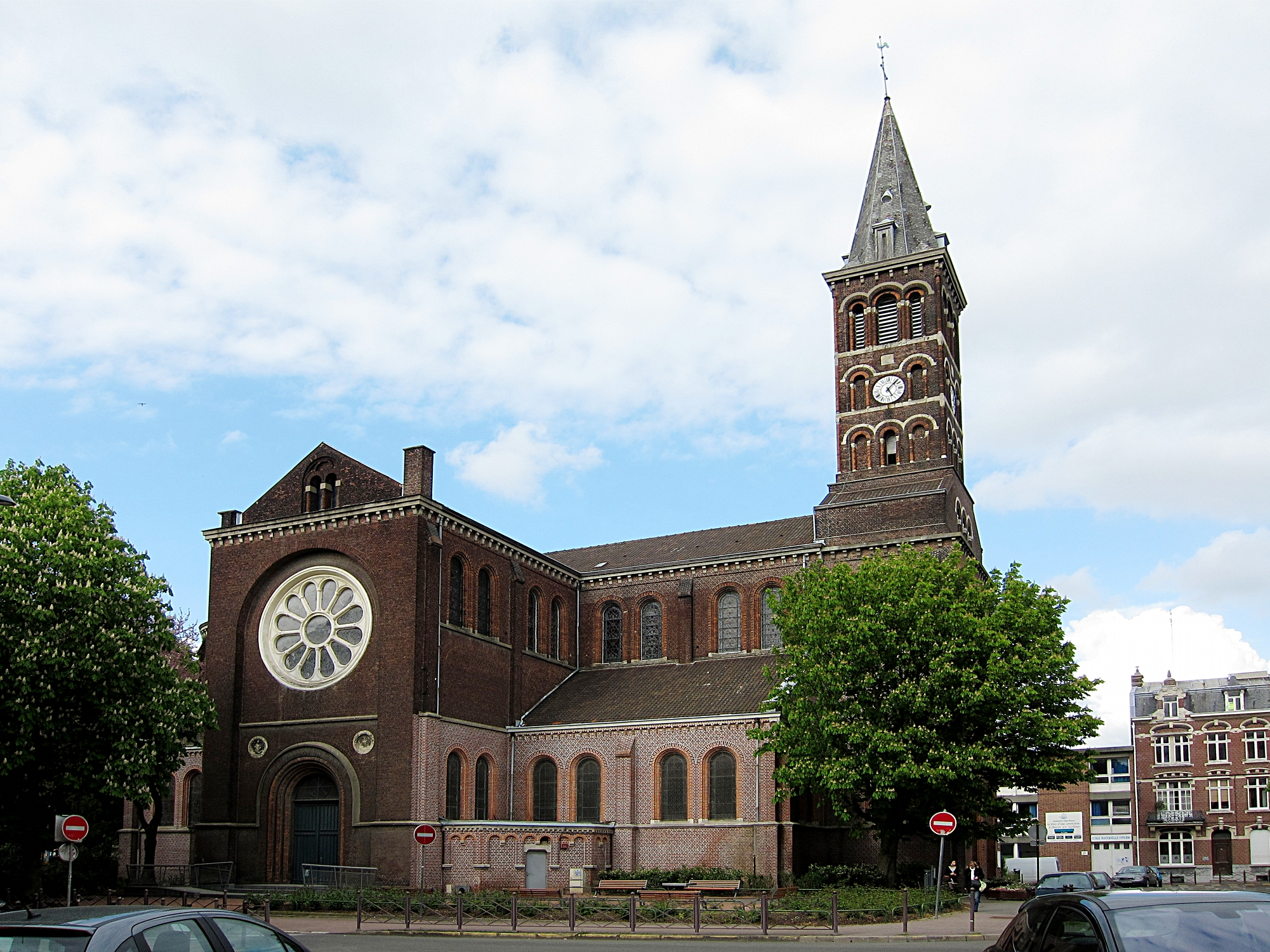
Saint-Martin d'Esquermes
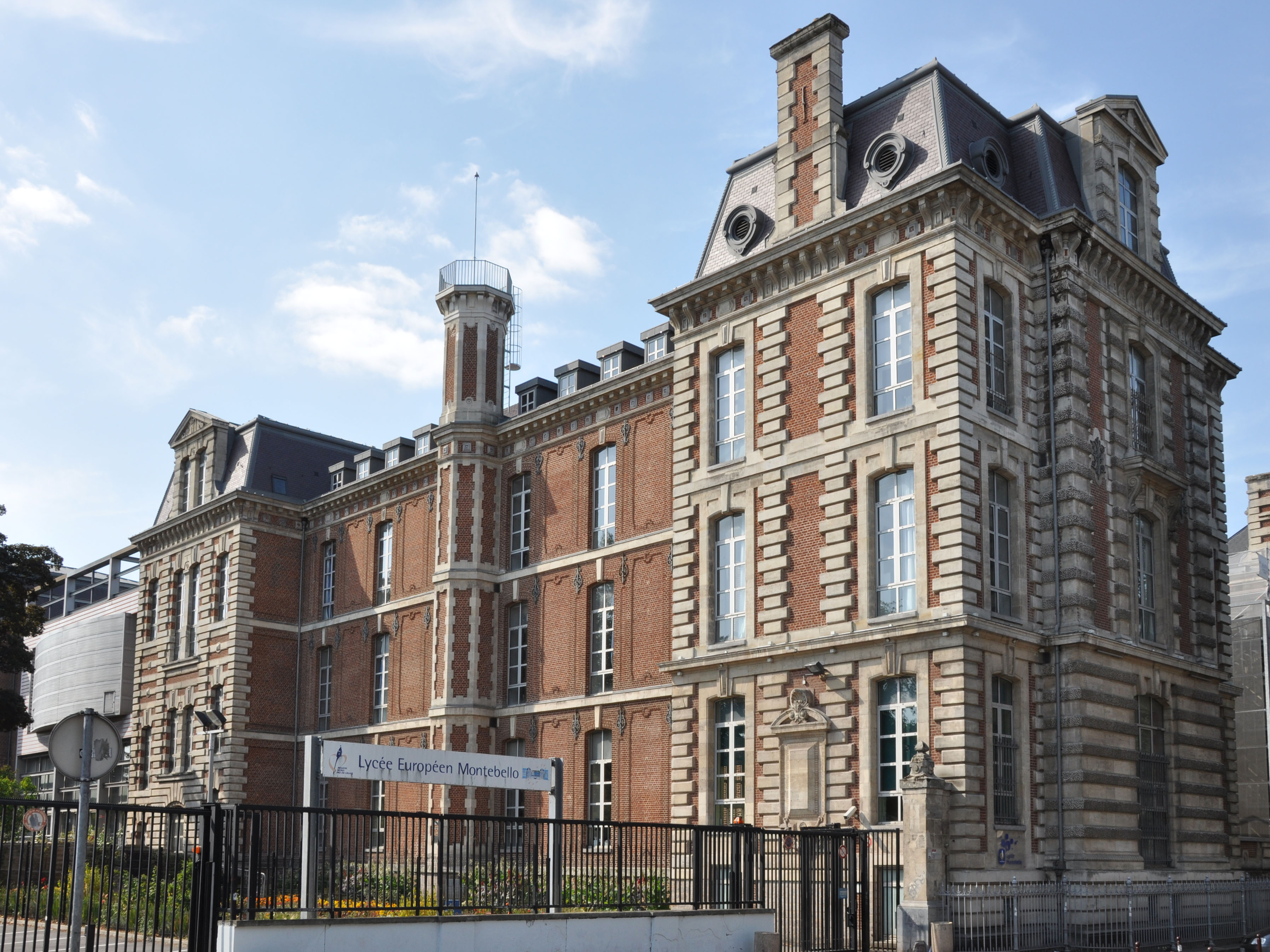
Le lycée Montebello
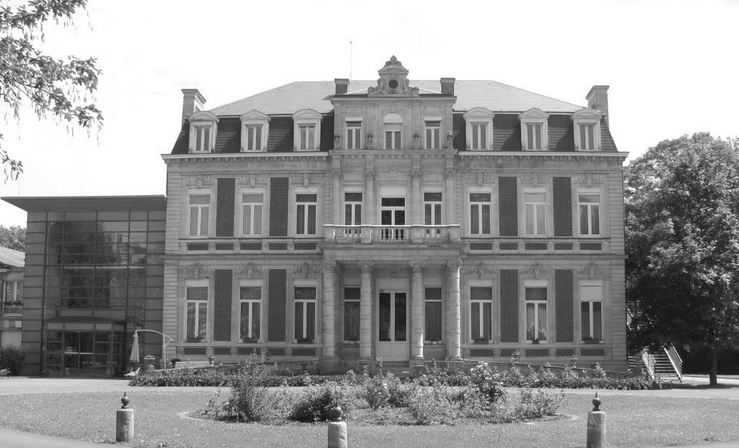
Maison de retraite "Les Buissonnets"